# Айхеде (футбольный клуб)
«Айхеде Штайнбург» (нем. SV Eichede Steinburg) — немецкий профессиональный футбольный клуб из города Штайнбург, Шлезвиг-Гольштейн, Германия. Домашние игры клуб проводит на «Эрнст-Вагенер-Штадион» вместительностью 3 000 человек. «Айхеде» стал первым клубом земли Шлезвиг-Гольштейн, которому удалось подняться так высоко в системе футбольных лиг Германии.

## История
«Айхеде» был основан 15 мая 1947 года в Штайнбурге, что находится к северо-востоку от крупного города Гамбург. На протяжении очень долгого времени клуб метался между 3 и 4 дивизионами немецкого чемпионата, соответственно. Каждая реформа немецкого чемпионата сопровождалась падением клуба из Штайнбурга в дивизион ниже рангом. Несмотря на постоянные взлеты и падения команды, «Айхеде» с сезона 2007/2008 года смог закрепиться в Шлезвиг-Гольштайн-Лиге. Только в 2013 году, когда у руля команды встал Оливер Заппель, команда из маленькой немецкой коммуны сумела добиться повышения в классе, заняв первое место. В новом сезоне результаты команды не впечатляли. После первой части чемпионата «Айхеде» располагался в непосредственной близости от зоны вылета, а по окончании турнира команда вернулась в привычную для себя Шлезвиг-Гольштайн-Лигу.